# Anouschka Fiedler
Anouschka-Alexa Fiedler (* 10. November 1968) ist eine deutsche Fallschirmspringerin.
Seit 1995 Fallschirmspringerin, arbeitet sie ab 1997 auch als Trainerin. Daneben ist sie als Stuntfrau und Mannequin tätig.
Mit dem von ihr 1999 gemeinsam mit dem Kameraflieger Thomas J. Poschner gegründeten Team Sky Artists ist sie deutsche Meisterin im „Freestyle-Skydiving“.
Sie nahm erfolgreich an zahlreichen internationalen Wettkämpfen teil.
Über ihre aktuelle Tätigkeit ist nichts bekannt.
| Personendaten    | Personendaten                 |
| ---------------- | ----------------------------- |
| NAME             | Fiedler, Anouschka            |
| ALTERNATIVNAMEN  | Fiedler, Anouschka-Alexa      |
| KURZBESCHREIBUNG | deutsche Fallschirmspringerin |
| GEBURTSDATUM     | 10. November 1968             |